# 自由広場 (ハルキウ)
自由広場（じゆうひろば、Майдан Свободи、マイダーン・スヴォボディ）は、ウクライナのハルキウにある広場で、ヨーロッパで8番目に大きい都市中心部の広場である。
2022年3月1日、2022年ハルキウの戦い中のロシアのウクライナ侵攻において、広場とその周辺はロシアのミサイル攻撃を受けた。

## 名称

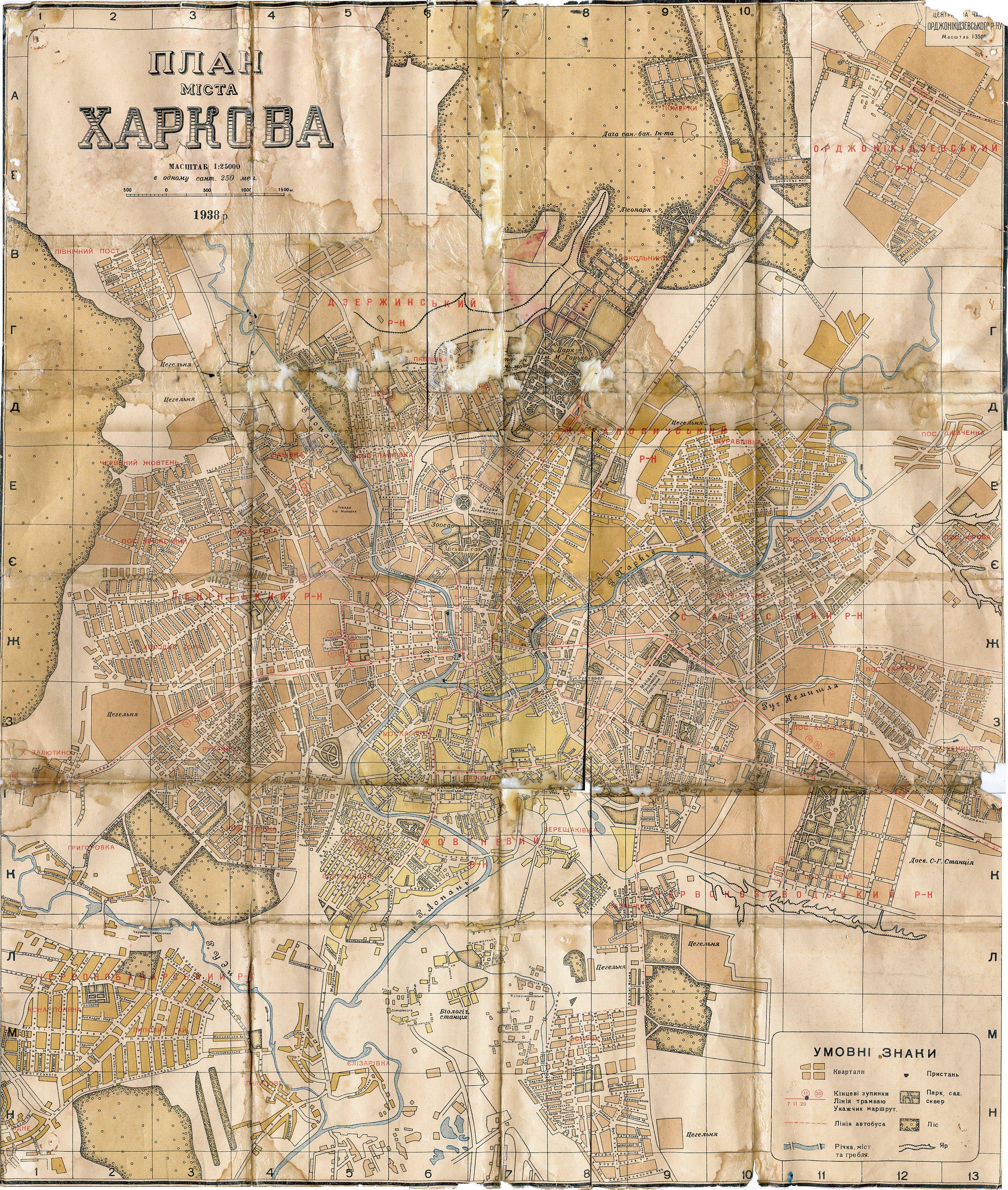
1938年のハルキウの地図

元々はヴェテリナルナヤ広場（獣医広場）と呼ばれていたが、ソビエトによる都市占領後の1926年に、ボリシェヴィキ秘密警察（チェーカー、KGBの前身）の創設者であるフェリックス・ジェルジンスキーにちなんで、ジェルジンスキー広場（майдан Дзержинського、マイダーン・ジェルジンスコホ）と改名された。この名称は1938年のハルキウの地図にも記載されている。
短いドイツ占領期間中には、広場の名称は2度変更された。1942年にはドイツ軍広場、1943年にはライプシュタンダルテSS広場と名付けられた。ウクライナ独立後、自由広場と改名された。

## 位置
広場の主要部分は、西側で撤去されたレーニン像の跡地、東側でスムスカ通り、北側でハルキウ・ホテル、南側でタラス・シェフチェンコ公園に接している。長さは約690〜750メートル、幅は約96〜125メートルである。広場全体の面積は約12ヘクタールである。

## ランドマーク
広場の注目すべきランドマークは、構成主義建築の代表的な例であるデルジプロム（国家産業ビル）である。
ハルキウ州行政府は広場の一端に位置している。
レーニンの巨大な像が1964年に建立されたが、2014年9月28日に抗議者によって倒された。2016年8月、レーニン像が立っていた場所に敷石が敷かれた旧像の跡地には、2020年8月23日に新しい噴水が開設された。
2019年には、広場の北西部に位置する円形広場の再建が始まった。すべての歩道の再建、ベンチの設置、照明の改良、植樹、ドライファウンテンの設置が計画されている。工事は2019年8月23日の市の記念日までに完了する予定である。
2022年3月1日のロシアによるウクライナ侵攻中、広場はロシアのカリブル巡航ミサイルによる攻撃を受けた。爆発により、ハルキウ州行政府庁舎と周辺の建物が深刻な被害を受けた。

## 利用

### 抗議と集会
2014年、広場はハルキウにおける親ロシア派と親ウクライナ派の活動家によるデモの場所となった。問題はレーニン像であり、親ロシア派のデモ隊は親ウクライナ派の活動家による像の解体を激しく阻止しようとした。

### その他のイベントとレクリエーション活動
クイーン+ポール・ロジャースは、2008年9月12日に自由広場でロック・ザ・コスモス・ツアーを開始し、35万人の観客を集めた。このショーはDVD『ライブ・イン・ウクライナ』として収録され、2009年6月15日にリリースされた。

### 戦勝記念パレード
2010年から2013年まで、ハルキウ駐屯軍、ハルキウ所在の軍事アカデミー、ロシア軍の参加を得て、戦勝記念日を記念する年次軍事パレードが開催された。

## ギャラリー

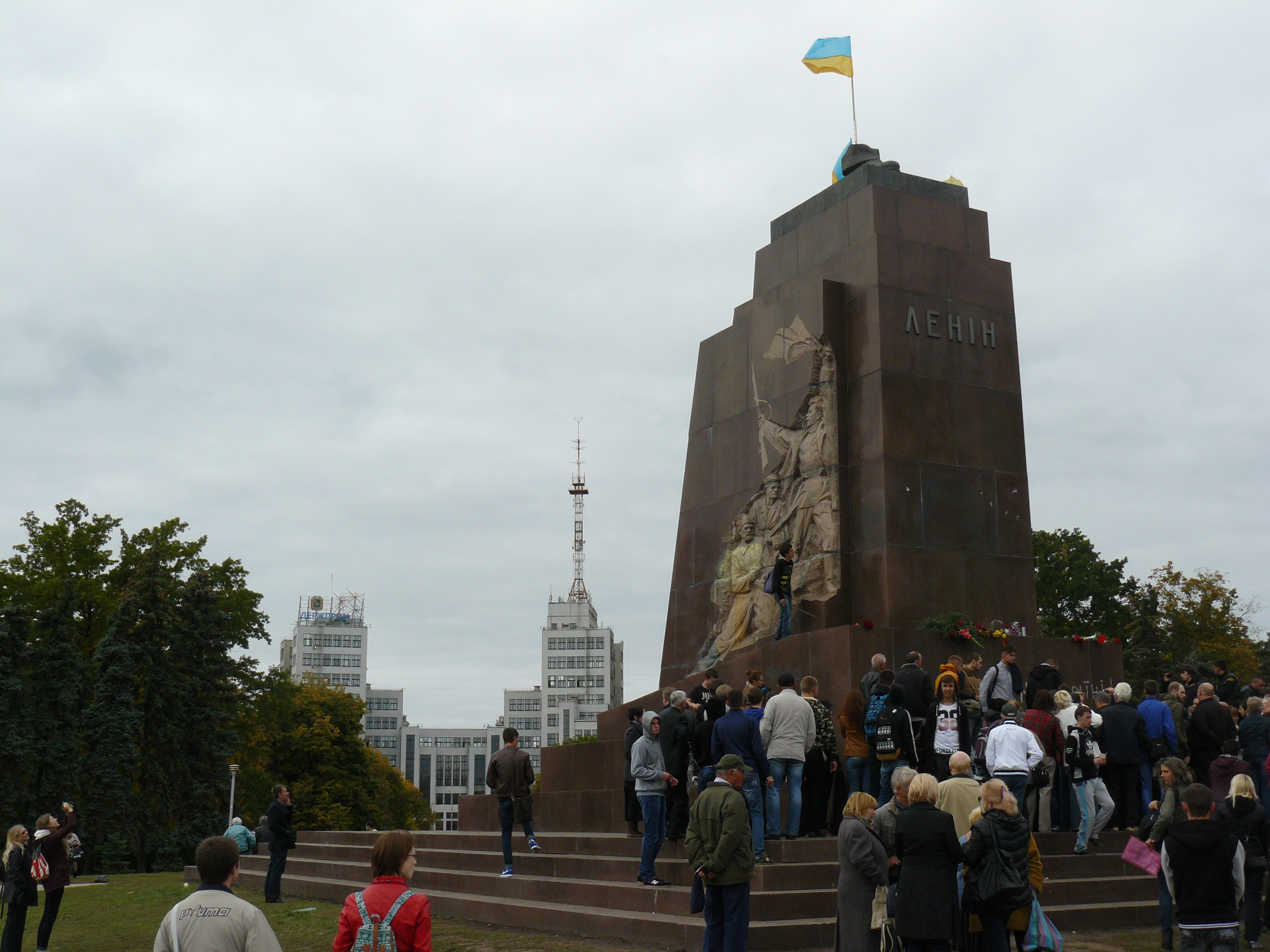
2014年9月28日の夜にレーニン像が倒されるまで立っていた空の台座。
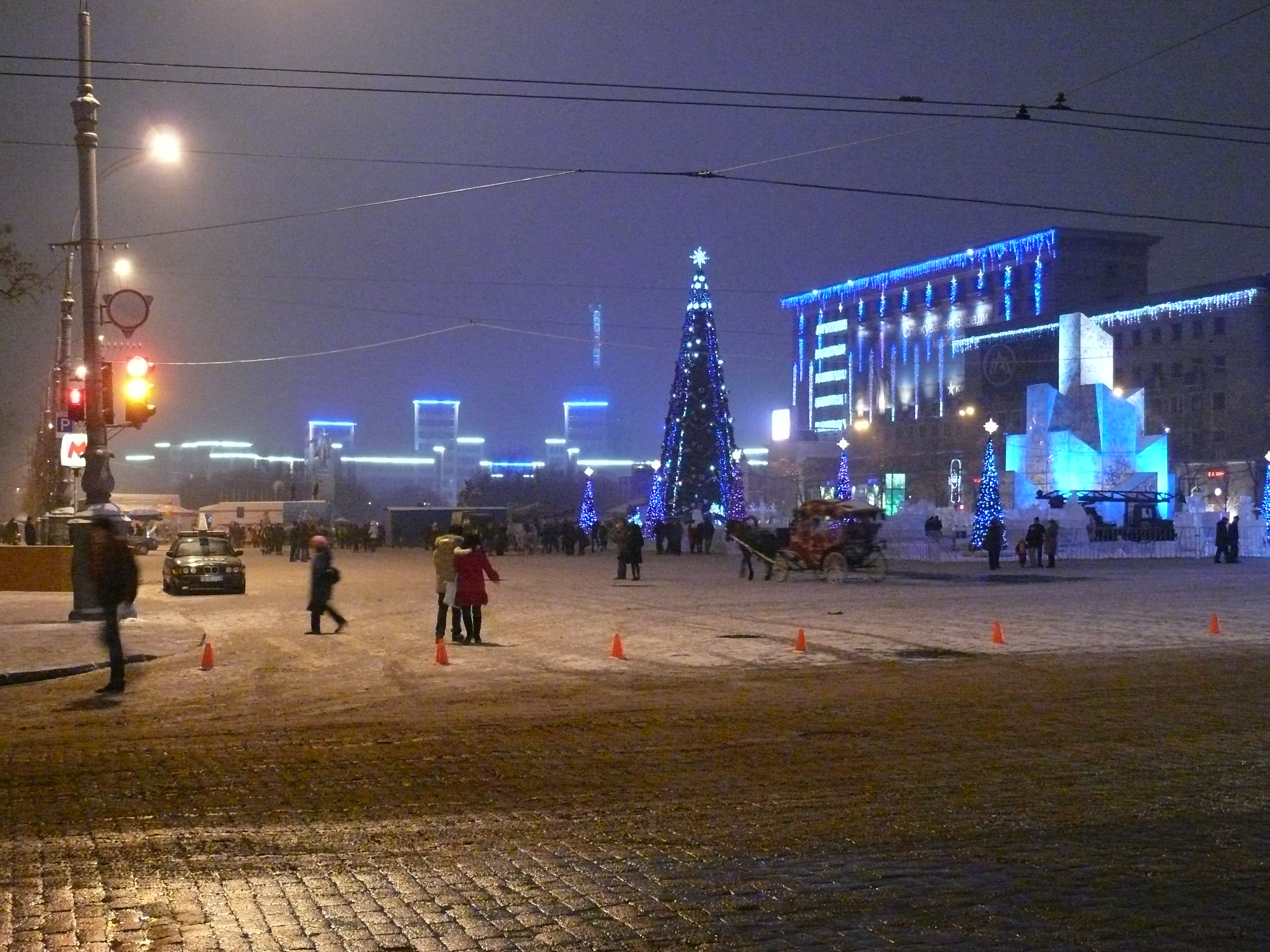
新年、2009年
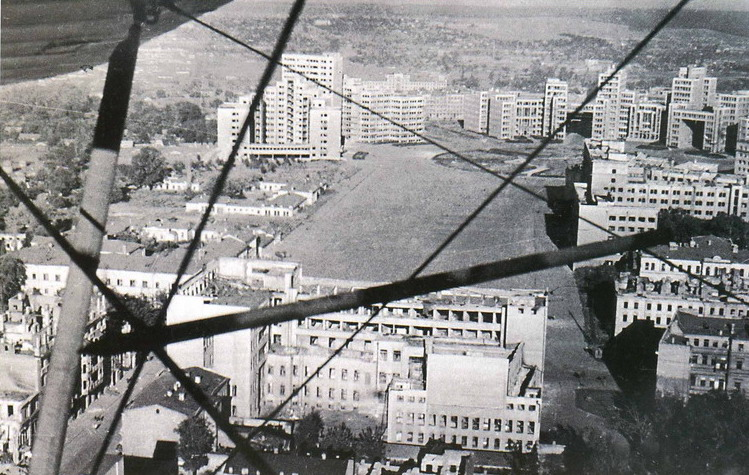
当時ジェルジンスキー広場と呼ばれていた1943年の広場